# زلوس

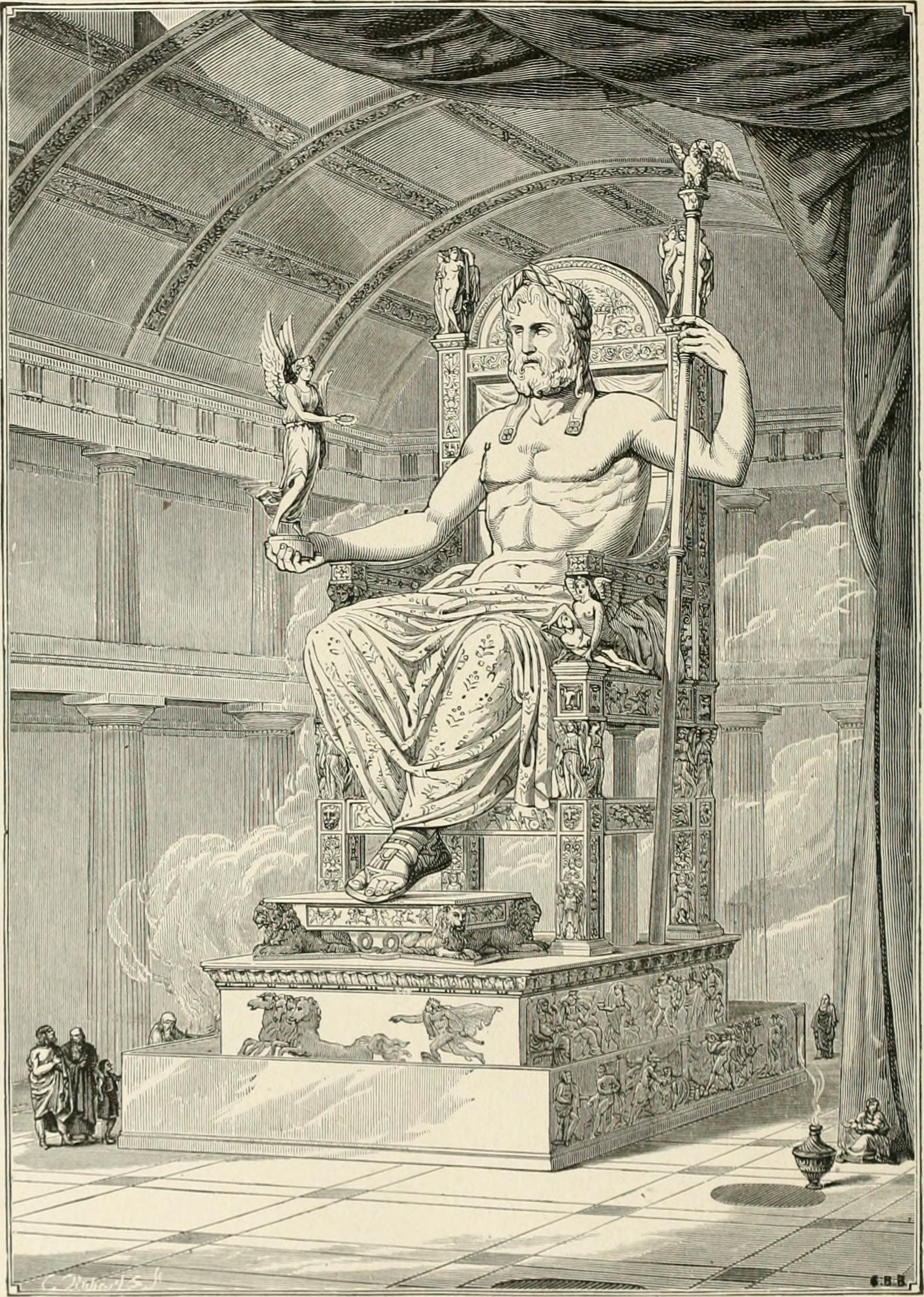
زلوس

زلوس (به یونانی: Ζῆλος، شور و شیفتگی) پسر پالاس و استوکس و برادر نیکه، کراتوس و بیا در افسانه‌های یونان باستان است.
زلوس نمایشگر تنگ‌چشمی و رشک، چشم‌وهم‌چشمی و پیکار، شیفتگی و ازخودگذشتگی بود. او همراه برادر و خواهرانش به همراهی زئوس پرداخت و فرمانهای زئوس را بکار بست.